# Gerald Fränkl
Gerald Fränkl (* 24. Januar 1979 in München) ist ein deutscher Unternehmer, Unternehmensberater und Autor.

## Leben
Gerald Fränkl wurde 1979 in München geboren. Seit dem Studium der Betriebswirtschaftslehre an der Ludwig-Maximilians-Universität ist er als Unternehmer und Unternehmensberater im IT-, Medien- und Logistikbereich tätig.
Fränkl ist Geschäftsführer des Medien- und Logistikdienstleisters pg medien/pg verlagsauslieferung und der IT-Beratung atic.
2004 erschien sein erstes Buch mit dem Titel Digital Rights Management. 2007 erschien die erste Auflage von Mein erster Triathlon: Schwimmen, Radfahren, Laufen für Einsteiger – Erfahrungsbericht, Tippsammlung und Motivationsbuch zum Einstieg. 2008 folgte die zweite Auflage. Gerald Fränkl betreibt auf seiner persönlichen Homepage seit September 2004 ein Blog. Er ist Mitglied des Vereins Deutsche Sprache und engagiert sich dort als stellvertretender Regionalvorsitzender.

## Publikationen
- Gerald Fränkl: Digital Rights Management in der Praxis. Hintergründe, Instrumente, Perspektiven, (und) Mythen. VDM Verlag, Saarbrücken 2005, ISBN 978-3-936755-93-0

Eigenverlag:
- Gerald Fränkl, Philipp Karpf: Digital Rights Management Systeme – Einführung, Technologien, Recht, Ökonomie und Marktanalyse. pg verlag, München 2004, ISBN 978-3-937624-00-6
- Gerald Fränkl: Wissenschaftliche Arbeiten: Schritt für Schritt zu Diplomarbeit und Dissertation mit OpenOffice.org 2 Writer. pg verlag, München 2006 ISBN 978-3-937624-20-4
- Gerald Fränkl: Mein erster Triathlon: Schwimmen, Radfahren, Laufen für Einsteiger – Erfahrungsbericht, Tippsammlung und Motivationsbuch. pg verlag, München 2007 ISBN 978-3-937624-40-2, 2. Auflage ISBN 978-3-937624-41-9